# Free Wired
Free Wired ist das dritte Studioalbum der amerikanischen Hip-Hop-Gruppe Far East Movement. Es wurde am 9. Oktober 2010 vom Label Interscope Records veröffentlicht. Musikalisch ist es vor allem durch Hip-Hop und Electro Hop geprägt.

## Titelliste
1. Girls on the Dance Floor (feat. The Stereotypes) – 3:54
2. Like a G6 (feat. The Cataracs & Dev) – 3:38
3. Rocketeer (feat. Ryan Tedder) – 3:31
4. If I Was You... (OMG) (feat. Snoop Dogg) – 3:25
5. She Owns the Night (feat. Mohombi) – 4:02
6. So What? – 3:24
7. Don't Look Now (feat. Keri Hilson) – 3:33
8. Fighting for Air (feat. Vincent Frank) – 3:45
9. White Flag (feat. Kayla Kai) – 3:48
10. 2gether (mit Roger Sanchez & Kanobby) – 3:05

(Deluxe-Edition)
1. 2 Is Better (feat. Natalia Kills & Ya Boy) – 3:19
2. Go Ape (feat. Lil Jon & Colette Carr) – 3:30
3. Make It Bump (feat. Kumi Kōda) – 4:05

## Kommerzieller Erfolg

### Chartplatzierungen

#### Album
| ChartsChartplatzierungen       | Höchstplatzierung | Wochen |
| ------------------------------ | ----------------- | ------ |
| Vereinigte Staaten (Billboard) | 24 (8 Wo.)        | 8      |
| Vereinigtes Königreich (OCC)   | 63 (1 Wo.)        | 1      |

#### Singles
| Jahr | Titel                    | Höchstplatzierung, Gesamtwochen, AuszeichnungChartplatzierungen (Jahr, Titel, , Platzierungen, Wochen, Auszeichnungen, Anmerkungen) | Höchstplatzierung, Gesamtwochen, AuszeichnungChartplatzierungen (Jahr, Titel, , Platzierungen, Wochen, Auszeichnungen, Anmerkungen) | Höchstplatzierung, Gesamtwochen, AuszeichnungChartplatzierungen (Jahr, Titel, , Platzierungen, Wochen, Auszeichnungen, Anmerkungen) | Höchstplatzierung, Gesamtwochen, AuszeichnungChartplatzierungen (Jahr, Titel, , Platzierungen, Wochen, Auszeichnungen, Anmerkungen) | Höchstplatzierung, Gesamtwochen, AuszeichnungChartplatzierungen (Jahr, Titel, , Platzierungen, Wochen, Auszeichnungen, Anmerkungen) | Anmerkungen                                                         |
| Jahr | Titel                    | DE | AT | CH | UK | US | Anmerkungen                                                         |
| ---- | ------------------------ | --- | --- | --- | --- | --- | ------------------------------------------------------------------- |
| 2010 | Like a G6                | DE15 Platin · (24 Wo.)DE | AT8 (26 Wo.)AT | CH10 Gold · (24 Wo.)CH | UK5 Platin · (27 Wo.)UK | US1 ×4Vierfachplatin · (26 Wo.)US                                                                                                   | Erstveröffentlichung: 13. April 2010 feat. Dev & The Cataracs       |
| 2010 | Rocketeer                | DE40 (7 Wo.)DE | — | — | UK14 (6 Wo.)UK | US7 (20 Wo.)US | Erstveröffentlichung: 29. Oktober 2010 feat. Ryan Tedder            |
| 2011 | Girls on the Dance Floor | — | — | — | — | — | Erstveröffentlichung: 14. Februar 2011 feat. The Stereotypes        |
| 2011 | 2gether                  | — | — | — | UK92 (1 Wo.)UK | — | Erstveröffentlichung: 20. März 2011 mit Roger Sanchez feat. Kanobby |
| 2011 | If I Was You... (OMG)    | — | — | — | — | — | Erstveröffentlichung: 12. April 2011 feat. Snoop Dogg               |

### Auszeichnungen für Musikverkäufe
| Land/Region       | Auszeichnungen für Musikverkäufe (Land/Region, Auszeichnung, Verkäufe) | Verkäufe |
| ----------------- | ---------------------------------------------------------------------- | -------- |
| Malaysia (RIM)    | Gold                                                                   | 7.500    |
| Neuseeland (RMNZ) | Platin                                                                 | 15.000   |
| Insgesamt         | 1× Gold · 1× Platin ·                                                  | 22.500   |